# Ule plats

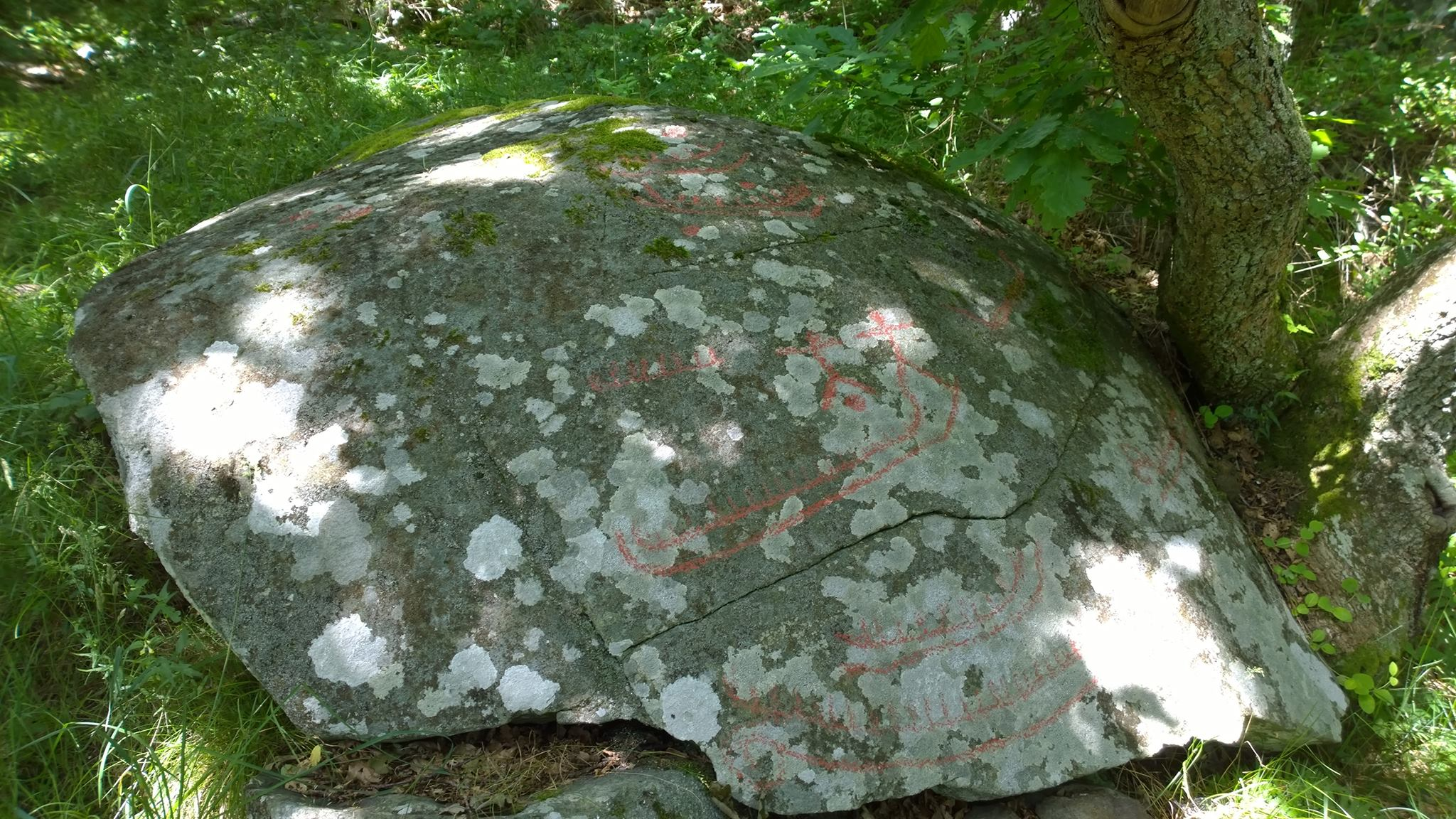
Hällristningen på blocket i Halsbäck, Ule plats på Tjörn

Ule plats vid Halsbäck i Klövedals socken i Tjörns kommun är en boplats från bronsåldern.
Området är mest känd för sin hällristning, den västligaste i Tjörns kommun.